# Ďurčiná
Ďurčiná (en hongrois : Györkeháza) est une commune de la région de Žilina, en Slovaquie.

## Histoire
La première mention écrite du village date de 1393.

## Démographie

### Évolution de la population
| Année:               | 1994. | 2004.    | 2014.   | 2024.   |
| -------------------- | ----- | -------- | ------- | ------- |
| Nombre de personnes: | 972   | 1072     | 1091    | 1080    |
| Différence:          |       | +10,28 % | +1,77 % | -1,00 % |

| Année:               | 2023. | 2024.   |
| -------------------- | ----- | ------- |
| Nombre de personnes: | 1086  | 1080    |
| Différence:          |       | -0,55 % |